# Reverend Nicholas
Reverend Nicholas ist die englischsprachige Übersetzung des deutschsprachigen Weihnachtslieds Sankt Niklas war ein Seemann, das von Freddy Quinn komponiert wurde und dessen englischsprachiger Text von Hayes Carter stammte. 1972 wurde das englischsprachige Lied von Dave Dudley veröffentlicht.

## Veröffentlichung
Als einmalige Sonderauflage veröffentlichten Freddy Quinn und Dave Dudley 1972 und 1983 das Lied als Single. Auf der A-Seite befand sich Quinns Originalversion mit dem Titel Sankt Niklas war ein Seemann, auf der B-Seite die englische Übersetzung mit dem Titel Reverend Nicholas. Diese Single erschien im Musiklabel Esperanza unter der Katalognummer 815 752-7.
Dave Dudley veröffentlichte das Lied auf seinem Album Christmas Truck Stop. Es erschien 1982 in den Benelux-Staaten im Musiklabel Dureco Benelux unter der Katalognummer 33.095 auf Schallplatte. Die Herstellung und der Vertrieb erfolgte durch Dureco, die Produktion erfolgte für Esperanza Music und aufgenommen wurde das Album bei den Fireside Studios. Der Toningenieur für die Aufnahme fungierte Roy Shockley und als technischer Ingenieur Tom Pick. Die Veröffentlichung geschah unter der Rechtegesellschaft Stemra. Dieses Album erschien im Jahr 2000 im Musiklabel Music Mill Entertainment unter der Katalognummer MME-70029-2 in den Vereinigten Staaten.
1982 war das Lied auf Dave Dudleys Kompilationsalbum Trucker’s Christmas (Weihnachten mit Dave Dudley), das im Musiklabel Esperanza unter der Katalognummer PD 61282 in Deutschland auf Schallplatte erschien. Das Copyright lag bei Et Cetera Records und der Klaus Böhnke GmbH. Als Produzenten fungierten Jack Key und Jimmy Key. 1993 war das Lied noch auf dem Kompilationsalbum Christmas, das im Musiklabel Prima Musik unter der Katalognummer PMM 0505-2 in der Schweiz auf Compact Disc erschien.
Dave Dudley veröffentlichte das Lied noch auf seinem Tonträger Silent Night, das 1991 im Musiklabel Pilz unter der Katalognummer 44 1526-2 auf Compact Disc in Deutschland erschien.